# Resolució 1552 del Consell de Seguretat de les Nacions Unides
La Resolució 1552 del Consell de Seguretat de les Nacions Unides fou adoptada per unanimitat el 27 de juliol de 2004. Després de recordar les resolucions anteriors sobre la situació a la República Democràtica del Congo, incloses les resolucions 1493 (2003) i 1533 (2004) va ampliar l'embargament d'armes contra moviments i grups armats del país fins al 31 de juliol de 2005.
El Consell de Seguretat va reiterar la seva preocupació per la presència de grups armats a l'est de la República Democràtica del Congo i va condemnar el flux il·legal d'armes dins del país. Es va decidir controlar el compliment del canvi d'armes i, observant que les parts pertinents no havien complert amb les demandes del Consell de Seguretat, va prorrogar l'embargament d'armes fins al 31 de juliol de 2005. Les disposicions de l'embargament es modificaran de conformitat amb el compliment de les exigències del Consell, en una revisió de les mesures abans de l'1 d'octubre de 2004 i periòdicament després.
La resolució va instruir al secretari general Kofi Annan a restablir un grup d'experts per un període fins al 31 de gener de 2005, que hauria d'informar sobre l'aplicació de l'embargament d'armes i formular recomanacions.